# 가라쓰번

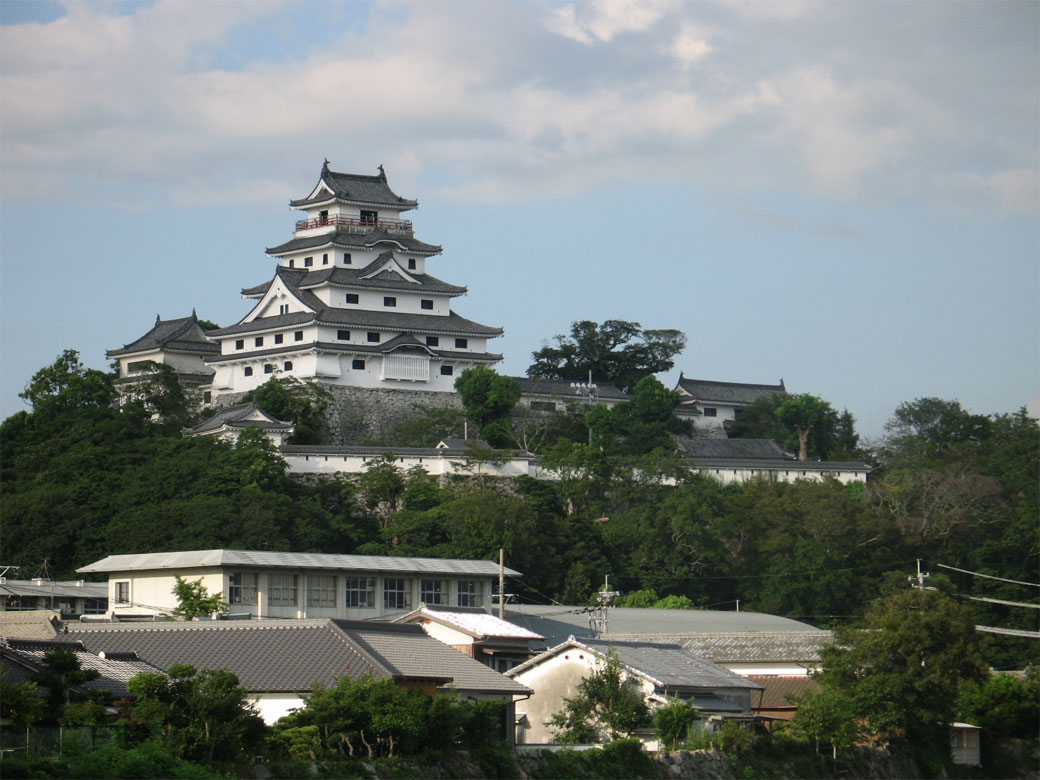
가라쓰성

가라쓰번(일본어: 唐津藩 카라츠한[*])은 히젠국 가라쓰 지역을 지배했던 번이다. 치성은 가라쓰성(지금의 사가현 가라쓰시)에 있다.

## 역사

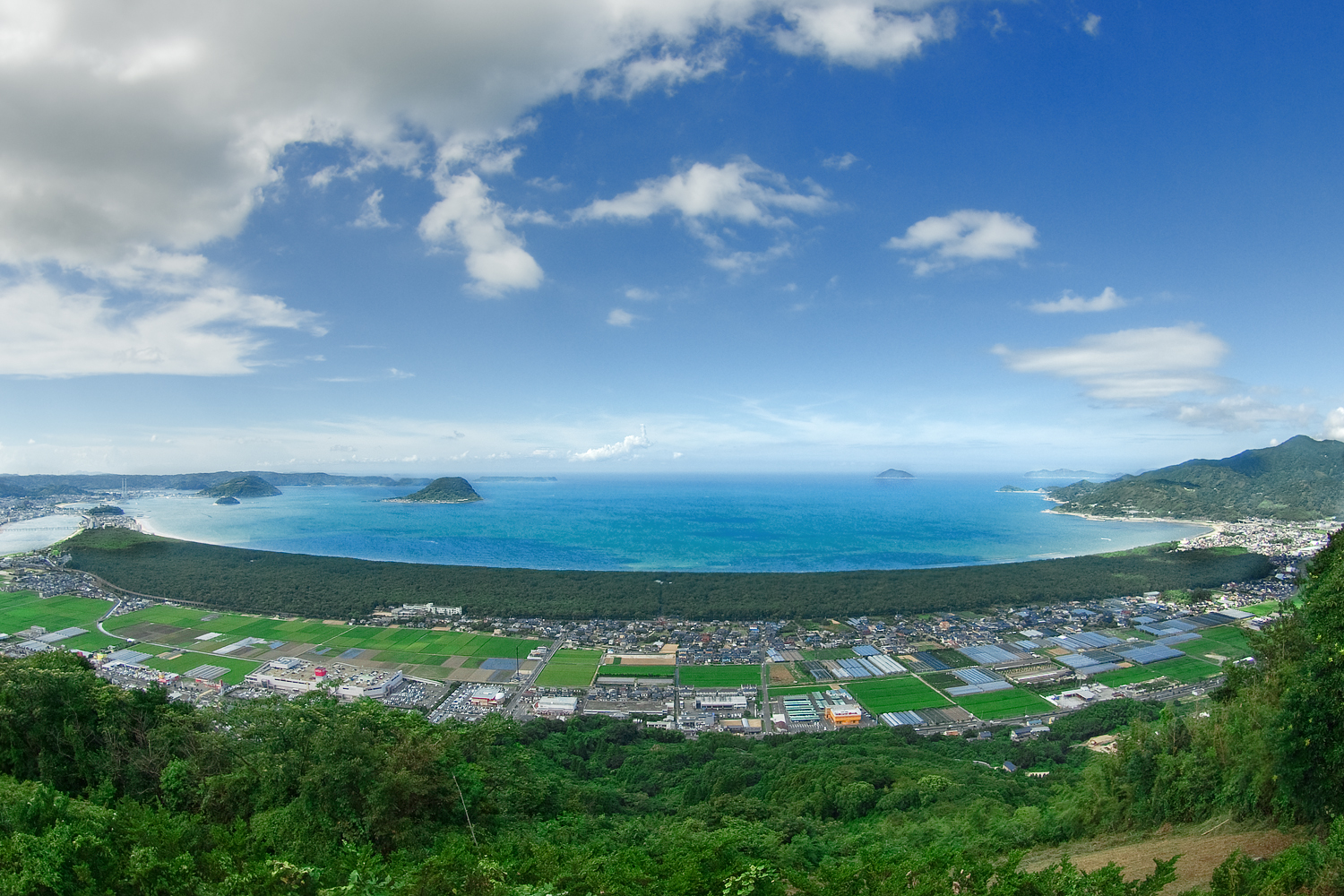
특별명승 니지노마쓰바라 (카가미산에서 본 정경), 데라자와 히로타카가 방풍림, 방사림으로 조성했다.

데라자와 히로타카는 도요토미 히데요시를 섬겼다. 1592년 임진왜란 때 히젠국 나고야성의 건설과 후방 병참의 책임자를 맡은 공적으로 1593년에 히데요시로부터 나고야를 포함하여 마쓰우라군 일대 약 83,000석을 받는 나가사키 부교로 임명되었다. 임진왜란 때는 조선으로 건너가 활약을 했다. 1600년, 세키가하라 전투에서 동군에 가담하여 공을 세웠다. 전후에 히고국 아마쿠사의 군 하나에 약 4만석을 추가하여 모두 123,000석을 받는 다이묘가 되어 영화를 누렸다.
1633년 히로타카가 사망 후 데라자와 가타타카가 그를 계승했다. 1637년, 시마바라의 난이 일어나자 그 반란이 아마쿠사로 번졌다. (데라자와 가타타카는 마쓰쿠라 가쓰이에 정도까지는 아니지만, 역시 영지민에게 혹독한 정치를 펼치고 있었다. 전후에 그것을 막부로부터 문책당해 아마쿠사 4만석을 몰수당한다. 가타타카는 이것으로 심적인 타격을 받아 자살했고, 카타타카는 대를 이을 아들이 없었기 때문에 데라자와 가문은 관직을 철회당하고, 개역되었다.
이후 하리마국 아카시번 오쿠보 다다치카의 손자 오쿠보 다다모토가 83,000석을 받으며 그 지역을 통치한다. 그를 계승한 오쿠보 다다토모는 1674년에 촌장이 영내를 전근 촌장제를 만들었고, 이후 이 제도는 에도 막부 말기까지 계속되었다. 1678년, 다다토모는 시모사국 사쿠라번으로 번을 바꿔 봉작되었다. (1686년까지)
이후 바뀐 번주는 마쓰다이라 노리히사로 7만석을 받았고, 손자인 마쓰다이라 노리사토 때, 시마국 토바번으로 이동되어 봉작되었다. 그 뒤의 번주인 도이 도시마스도 7만석을 받았으며, 1762년 그의 4대째 후손인 도이 도시사토 때, 시모사국 코가번으로 이봉되었다.
이어 미카와국 오카자키번에서 번을 옮겨온 미즈노 다다토가 6만석으로 들어왔다. 1771년 미즈노 다다토가 농민에게 과중한 세금을 올리자 니지노 마쓰바라 봉기가 일어났다. 농민들은 무혈로 증세를 철회하기에 이르렀다. 1817년 9월, 다다토의 4대손인 미즈노 다다쿠니 때, 도토미국 하마마쓰번으로 이봉된다. 다다쿠니는 덴포의 개혁을 실행한 것으로 유명하다.
1817년, 미즈노 가문의 뒤를 무쓰국 다나구라번에서 가라쓰번으로 옮겨 온 오가사와라 나가마사는 6만석으로 옮겨왔다. 이후는 오가사와라 가문의 지배 하에 메이지 시대를 맞이하게 된다. 가라쓰번의 마지막 번주가 된 오가사와라 나가미치는 막부 말기에 노중, 외국 사무총재를 겸임하며 막부 행정을 담당하게 된다. 그는 1868년 발발한 보신전쟁에서는 구 막부군에 가담하여 하코다테까지 전전하는 등 끝까지 막부에 충의를 다한 인물이다. 그러나 이 때문에 나가미치를 역대 번주로 하고, 그의 양부인 오가사와라 나가구니를 마지막 번주로 기록한 사료도 많다.
가라쓰번의 표면적인 석고는 6만석에서 12만석이었지만, 실질적인 석고는 20만석 정도였던 것으로 알려져 있다. 번주들이 중간에 바뀐 경우가 많았으며, 장기간 번주들의 특이할만한 지배가 없었던 땅이었다.

## 역대번주

### 데라자와 가문(寺沢家)
- 도자마 다이묘 83,000석 → 123,000석 → 83,000석 (1593년 - 1647년)

1. 데라자와 히로타카 (寺沢広高)
2. 데라자와 가타타카 (寺沢堅高)

### 오쿠보 가문(大久保家)
- 후다이 다이묘 83,000석 (1649년 - 1678년)

1. 오쿠보 다다모토 (1604년) (大久保忠職)
2. 오쿠보 다다토모 (1632년) (大久保忠朝)

### 마쓰다이라 가문(松平家)
- 후다이 다이묘 70,000석 → 60,000석 (1678년 - 1691년)

1. 마쓰다이라 노리히사 (松平乗久)
2. 마쓰다이라 노리하루 (松平乗春)
3. 마쓰다이라 노리사토 (松平乗邑)

### 도이 가문(土井家)
- 후다이 다이묘 70,000석 (1691년 - 1762년)

1. 도이 도시마스 (土井利益)
2. 도이 도시자네 (土井利実)
3. 도이 도시노부 (土井利延)
4. 도이 도시사토 (土井利里)

### 미즈노 가문(水野家)
- 후다이 다이묘 60,000석 (1762년 - 1817년)

1. 미즈노 다다토 (水野忠任)
2. 미즈노 다다카네 (水野忠鼎)
3. 미즈노 다다아키라 (水野忠光)
4. 미즈노 다다쿠니 (水野忠邦)

### 오가사와라 가문(小笠原家)
- 후다이 다이묘 60,000석 (1817년 - 1871년)

1. 오가사와라 나가마사 (小笠原長昌)
2. 오가사와라 나가야스 (小笠原長泰)
3. 오가사와라 나가에 (小笠原長会)
4. 오가사와라 나가요시 (小笠原長和)
5. 오가사와라 나가쿠니 (小笠原長国)

- - 오가사와라 나가미치 (1822년)는 번주로 여기지 않기도 한다.

## 막말의 영지
- 히젠국
  - 마쓰라군 - 186촌

## 참고 문헌
- 児玉幸多・北島正元監修『藩史総覧』新人物往来社 1977년
- 『別冊歴史読本24 江戸三百藩 藩主総覧 歴代藩主でたどる藩政史』 新人物往来社, 1997년 ISBN 978-4404025241
- 中嶋繁雄『大名の日本地図』文春新書 2003년 ISBN 978-4166603527
- 八幡和郎『江戸三〇〇藩 バカ殿と名君 うちの殿さまは偉かった?』光文社新書 2004년 ISBN 978-4334032715

## 같이 보기
- 니지노마쓰바라
- 다카하시 고레키요